# Vacation Friends 2
Vacation Friends 2 (Amigos de las vacaciones 2 en España y Amigos pasajeros 2 en Hispanoamérica) es una película de comedia y buddy film estadounidense de 2023 escrita y dirigida por Clay Tarver. Es una secuela de Vacation Friends y está protagonizada por Lil Rel Howery, John Cena, Yvonne Orji, Meredith Hagner, Steve Buscemi, Ronny Chieng y Jamie Hector.
Distribuida por 20th Century Studios, la película se estrenó en Hulu en Estados Unidos el 25 de agosto de 2023.

## Reparto
- Lil Rel Howery como Marcus
- Yvonne Orji como Emily
- John Cena como Ron
- Meredith Hagner como Kyla
- Steve Buscemi como Reese Hackford
- Carlos Santos como Maurilio
- Ronny Chieng como Yeon
- Jamie Héctor como Warren
- Lovensky Jean-Baptiste como Jerome
- Julee Cerda como la Sra. kim
- Kevin Yamada como Minjin

## Producción
En abril de 2023, Deadline informó que Hulu lanzaría una secuela de Vacation Friends, con el regreso del elenco principal. La fotografía principal tuvo lugar en Oahu en Kailua, Hawái, bajo el título provisional Honeymoon Friends a finales de 2022.

## Estreno
Vacation Friends 2 fue estrenada el 25 de agosto de 2023 en Estados Unidos por Hulu y en Disney+ en otros territorios.